# Manuel Inácio de Sampaio e Pina Freire
Manuel Inácio de Sampaio e Pina Freire (7 de agosto de 1778 - 7 de agosto de 1856), foi um administrador colonial português. 

## Biografia

### Governador do Ceará
Foi governador-geral da capitania do Ceará, de 1812 a 1820. Durante sua gestão no Ceará agilizou a urbanização de Fortaleza, através dos projetos de seu ajudante de ordens, o engenheiro militar Silva Paulet.   
Tomou posse no cargo de governador do Ceará, em 19 de março de 1812. Ficou conhecido tanto pelas iniciativas que impulsionaram o progresso da província, quanto pela fidelidade ao governo central português. Foi o primeiro administrador a incentivar as artes e as letras no Ceará; criou os Correios e a alfândega; construiu novos edifícios públicos, entre os quais o mercado municipal. No quesito servilismo, mandou que a população da vila de Fortaleza festejasse com luminárias, por três noites consecutivas, o nascimento do filho de D. Pedro Carlos, o infante D. Sebastião de Bourbon e Bragança. Quando foi notificado da morte de D. Maria I (primeira rainha reinante de Portugal), em 15 de junho de 1816, determinou que todo povo da vila e distritos vestisse luto rigoroso por seis meses e aliviado por outros seis. Ainda no Ceará, enfrentou revoltas populares e organizadas, tal como a Revolução Pernambucana, ou  "Revolução de 1817", e suas extensões, o "movimento de 17 no Ceará". No Ceará, Bárbara de Alencar, pernambucana radicada no Cariri, e seu filho, Tristão Gonçalves, aderiram a esse movimento, mas foram detidos pelo Capitão-mor do Crato, José Pereira Filgueiras, por ordem do governador cearense Manuel Inácio de Sampaio.     

### Governador de Goiás
Também foi governador-geral da capitania de Goiás. Por volta de 1821, os ares de revolta revolucionária chegaram às terras goianas, onde hoje é o estado do Tocantins. Sob a liderança do cônego Luiz Bartolomeu Marques, de José Cardoso de Mendonça e de Lucas Freire de Andrade; que em 14 de agosto de 1821 realizou-se uma fracassada tentativa de deposição do governador da Capitania, Manuel Inácio de Sampaio. O movimento, chamado "Nativismo do Norte", tinha também os capitães Felipe Antônio Cardoso e Francisco Xavier de Barros na sua composição. Mesmo diante do insucesso do movimento, a semente for plantada em Goiás, inspirando, inclusive, o efêmero “Governo Provisório da Província de São João da Palma" sob a iniciativa do desembargador Joaquim Teotônio Segurado. Segue então Manuel Inácio neste cargo até a Independência do Brasil em 1822.    

### Homenagens
A rua Governador Sampaio no centro de Fortaleza, recebeu esse nome em homenagem a esse governante português.. Ao voltar a Portugal recebeu da rainha Maria II o título nobiliárquico de visconde, tornando-se então o primeiro Visconde de Lançada.

## Família
Casou-se, em 1 de fevereiro de 1826, com Helena Teixeira Homem de Brederode, com quem teve dois filhos:
- Inácio Júlio de Sampaio Pina Freire, 2.º visconde de Lançada;
- António de Sampaio Pina de Brederode, casado com Maria Luísa de Sousa Holstein, 3.ª duquesa de Palma.